# 咱们的牛百岁
《咱们的牛百岁》是1983年上映的中国大陆电影，由赵焕章执导，梁庆刚、王馥荔、钱勇夫、丁一、陈裕德等主演。该片获得了1984年大众电影百花奖最佳故事片奖。